# Tay Valley
Tay Valley es un municipio canadiense situado en la provincia de Ontario.

## Superficie
Tay Valley tiene una superficie de 528,67 km².

## Demografía
En 2021, tenía 5925 habitantes, una densidad poblacional de 11,2 hab./km², y 3750 viviendas.